# Hugo von Montfort

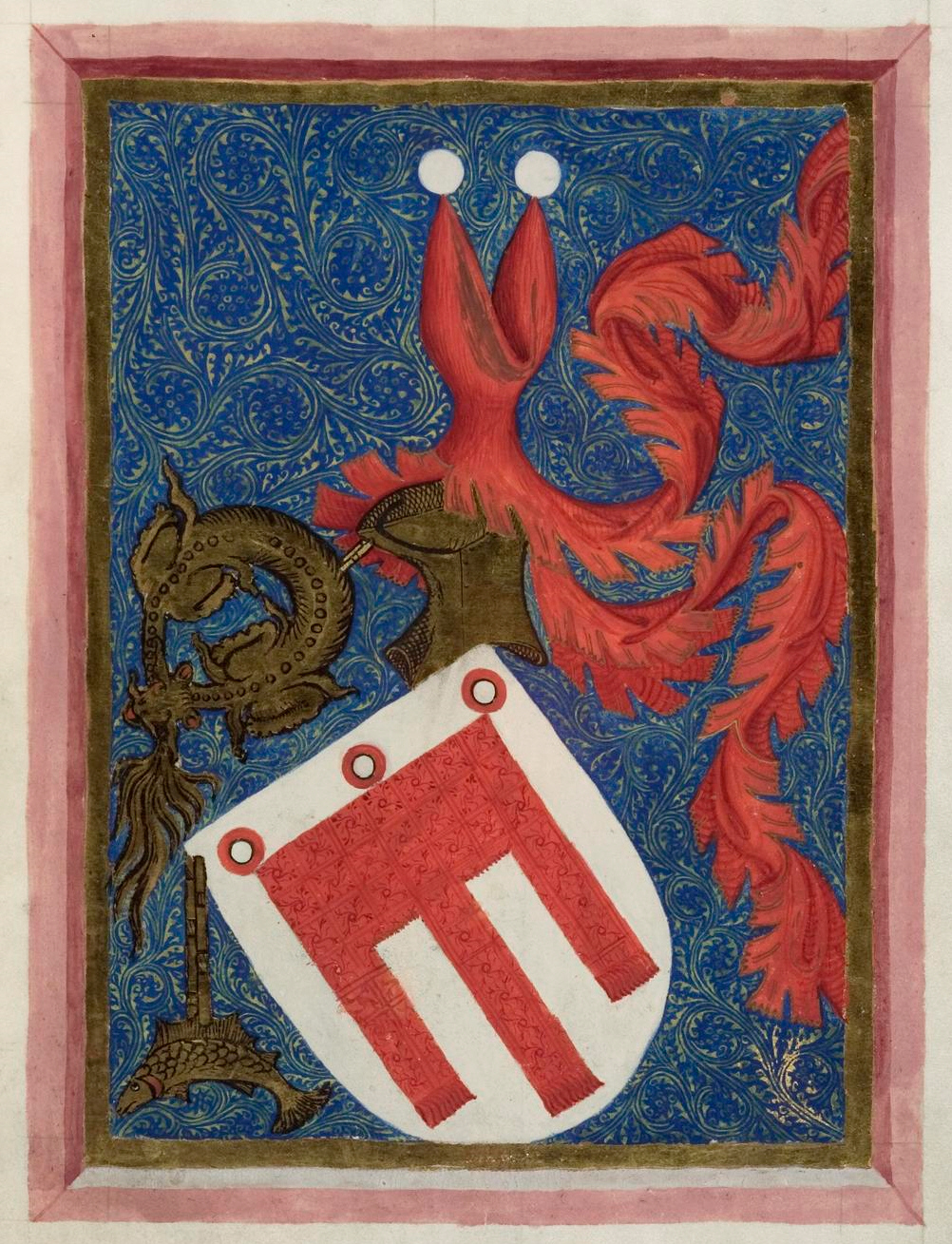
Wappen Hugos von Montfort am Ende der Handschrift cpg 329, fol. 54v

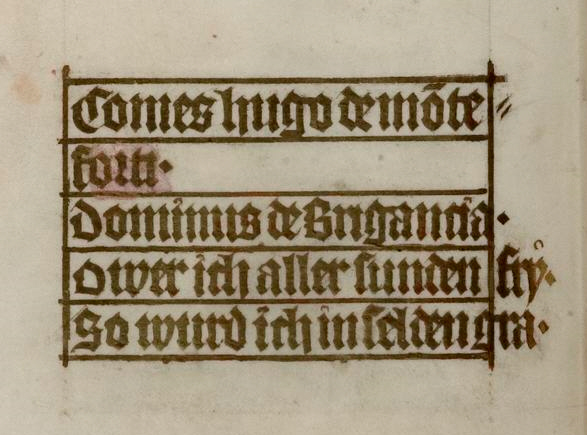
Autorensignatur und Devise Hugos von Montfort am Ende der Handschrift cpg 329, fol. 53v

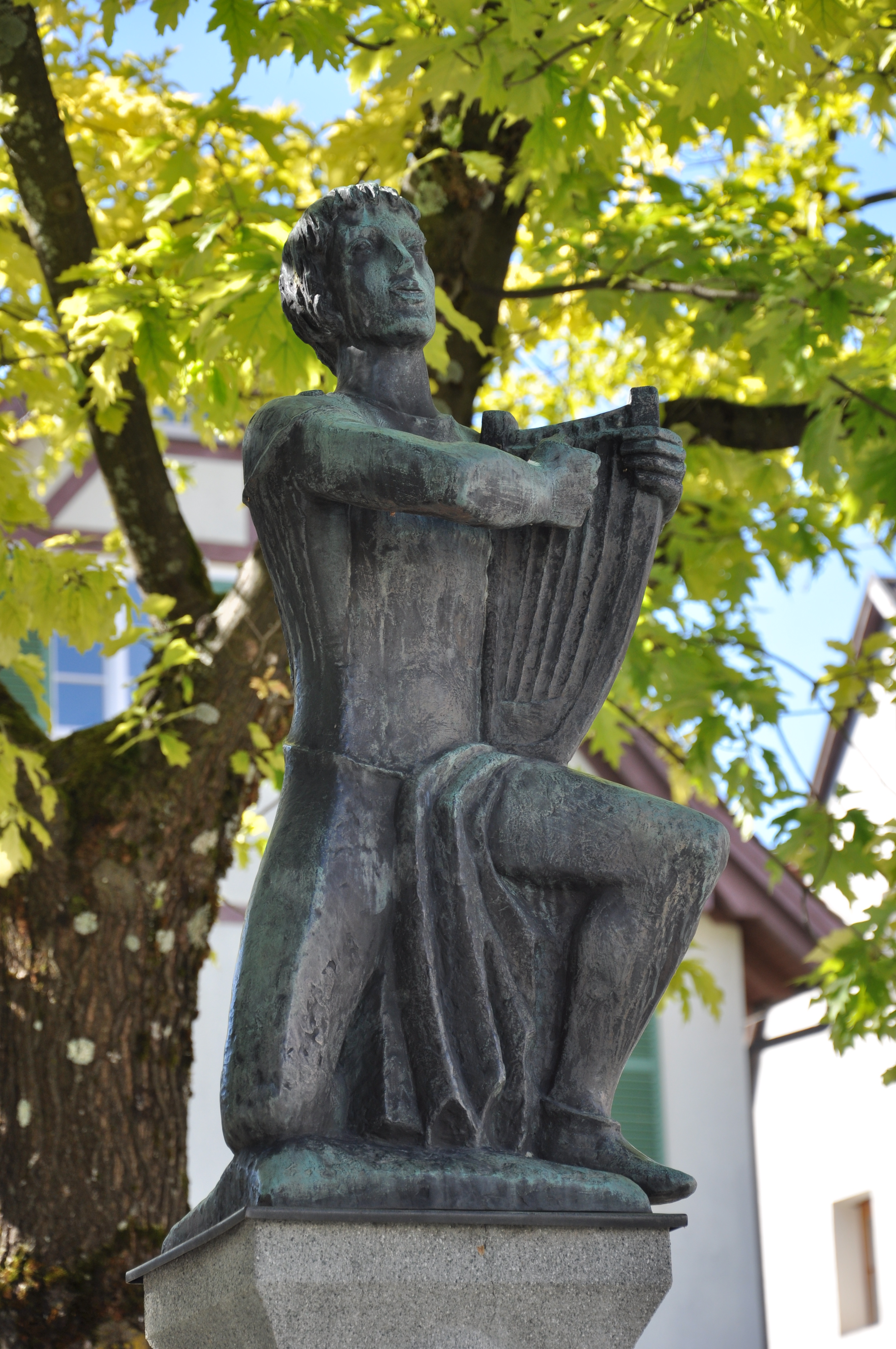
Fantasieporträt Hugos von Montfort an einem Brunnen in der Bregenzer Oberstadt

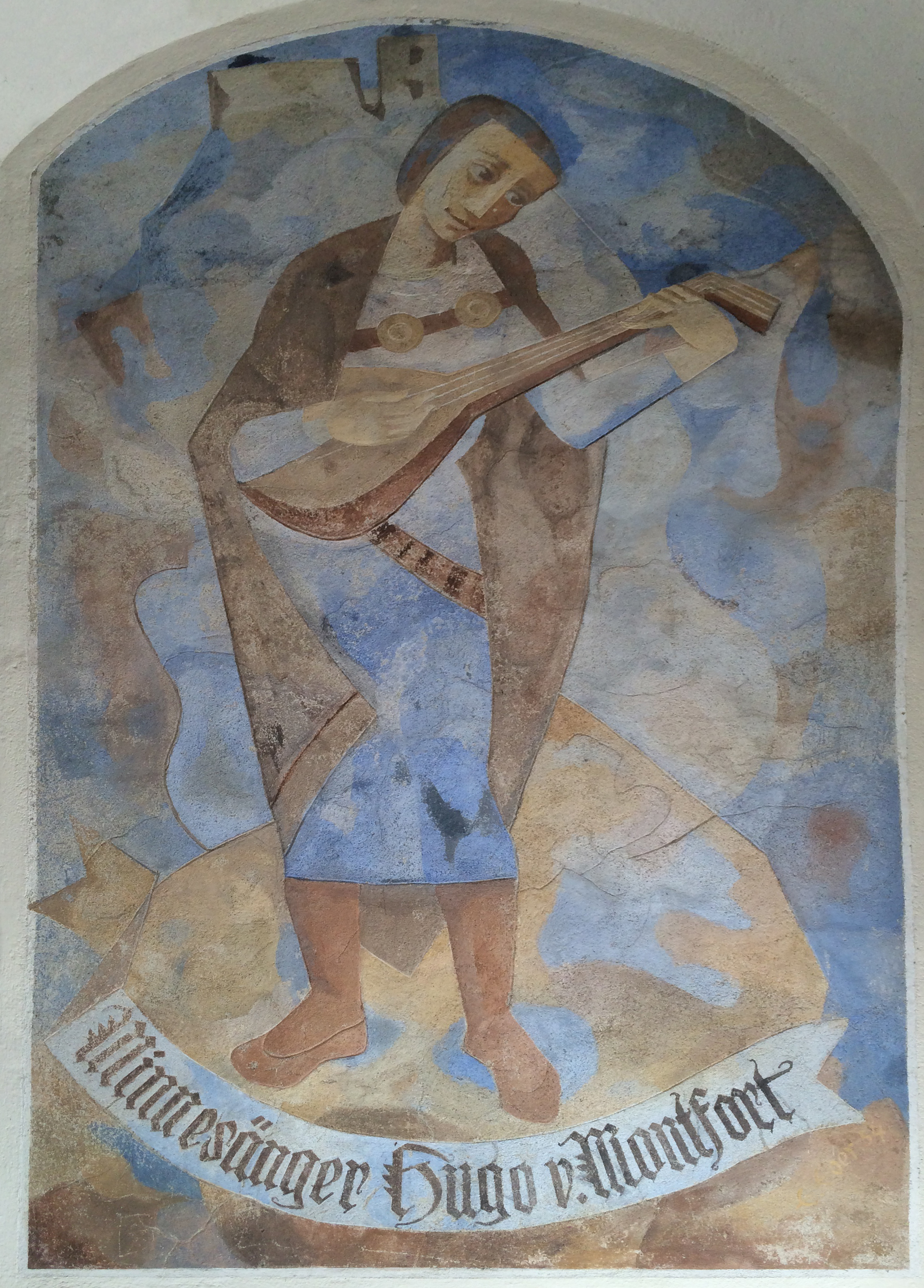
Dieses Fresko stellt Hugo von Montfort dar, es befindet sich am Tabor in Frohnleiten

Hugo XII. Graf von Montfort, VIII. aus der Linie Montfort(-Tettnang)-Bregenz (auch Haug, * 1357; † 4. April 1423 in Bruck an der Mur) war Gefolgsmann der Herzöge von Österreich und Verfasser lyrisch-didaktischer Dichtungen.

## Leben und Wirken

### Aufstieg
Hugo XII., Graf von Montfort-Bregenz und über seine Mutter Ursula von Pfirt mit den Habsburgern verwandt, bekleidete als angesehener Politiker zahlreiche hohe Verwaltungsämter. Er machte politische Karriere in Diensten des Hauses Habsburg: 1388 als Landvogt im Thurgau, Aargau und im Schwarzwald. Im Jahr 1399 erwarb er die Festenburg in der Oststeiermark. Weiteren Aufstieg fand er als Oberbefehlshaber der herzoglich-österreichischen Truppen in Italien, als Hofmeister Herzog Leopolds IV. und als Landeshauptmann der Steiermark von 1413 bis 1415. 
Über Hugos Leben ist im Gegensatz zu anderen Autoren des späten Mittelalters viel bekannt. Zahlreiche Urkunden und Erwähnungen in Chroniken, besonders aber auch die unter seinem Namen überlieferten Gedichte sind Quellen seiner Biographie.

### Ausbildung und Heiraten
Hugo wurde als zweitältester Sohn mit größter Sorgfalt unterrichtet und für eine geistliche Laufbahn erzogen, was erklärt, wie er auf theologische Kenntnisse in seinem Werk zurückgreifen konnte. Auch eine weltliche Bildung wurde ihm zuteil, was die vielen Andeutungen in seinen Werken auf zeitgenössische und hochmittelalterliche Dichtung beweisen. Mit 16 Jahren, im Jahre 1372 oder 1373, wurde er mit der jungen Witwe von Cilli verheiratet, Erbgräfin Margarete von Pfannberg, die weitläufige Alliodalgüter in der Steiermark, in Österreich und Kärnten mit in die Ehe brachte. Damit begründete Hugo den steirischen Zweig der Montforter und erweiterte das Herrschaftsgebiet des Hauses Montfort gewaltig: Er wurde Erbe von Burg und Grafschaft Pfannberg im steirischen Murtal und weiterer pfannbergischer Besitzungen. Ein Sohn Ulrich entstammt dieser Verbindung. Als 1378 Hugos Vater starb, teilten sich die beiden Brüder, Konrad und Hugo, das väterliche Erbe.
Er heiratete nach dem Tod seiner ersten Frau, die um 1388/89 verstorben war, im Jahre 1395/96 Clementia von Toggenburg, die 1399 starb. Kurz darauf folgte im Jahr 1402 eine Doppelhochzeit: Hugo heiratete die verwitwete Anna von Neuhaus, sein Sohn Ulrich deren Tochter, Guta. In den Jahren 1401/1402 ließ sich Hugo eine abschließende Sammlung seines dichterischen Werks anfertigen, abschließend 1414 in einem zweiten Auftrag einen Prachtcodex für seine gesamte Werksammlung. In den Jahren 1416–1422 ist in den öffentlichen Quellen nicht mehr viel über den Grafen zu finden, was den Schluss nahelegt, dass er diese Jahre in eigener Sache verbrachte. Er starb am 5. April 1423 (nach verschiedenen Angaben eventuell auf seiner Burg Pfannberg) und wurde im Minoritenkloster in Bruck an der Mur begraben, wo bis heute eine Gedenktafel mit Versen aus seinem Werk an ihn erinnert:
Ich hán es ie darnach gemachen

als mir do was zu mút,

won: ›wes das hertz begerend ist,

der mund túts dikch sagen‹. (35, vv. 135–138)
Hugo von Montfort ist die berühmteste Persönlichkeit seines Geschlechtes. Sein Ruhm begründet sich aber nicht in erster Linie auf seiner Dichtkunst, sondern auf seinen herausragenden Ruf als wichtiger Politiker.

### Erwerbungen der Montforter um Hugo
Durch vier aufeinanderfolgende Generationen heirateten Montfort-Vater und -Sohn jeweils Mutter und (Erb-)Tochter aus anderen (aussterbenden) Familien:
- Wilhelm II.
⚭ Ursula von Pfirt (Schwester Johannas)
  - Wilhelm III. († 1378)
1. ⚭ Ursula von Hohenberg, Tochter von Ursula von Pfirt
2. ⚭ Margarete von Schaunberg verw. von Pfannberg, die Ältere
    - Hugo
1. ⚭ 1373 Margarete von Pfannberg die Jüngere, Tochter der Älteren († 1388/89)
2. ⚭ 1395/96 Clementia von Toggenburg († 1399)[1]
3. ⚭ 1402 Anna von Neuhaus verw. von Stadeck
      - Ulrich
⚭ Guta von Stadeck, Tochter von Anna

Vor allem in den letzten Fällen war riesiger Gebietsgewinn die Folge, der aber unter den Erben Ulrichs bald zerrann.

## Werk
Die Forschung über den Dichter Hugo von Montfort befindet sich in einer lebhaften Kontroverse. Man begann, sich vermehrt für das Œuvre des Dichters zu interessieren, als die deutschen Philologen Oswald von Wolkenstein neu entdeckten und damit dessen Zeitgenossen ins Blickfeld rückten. Selbst dann stand Hugo lange im Schatten seines Südtiroler Zeitgenossen und erhielt fast nur negative Beurteilungen seines Werkes. Das größere Interesse galt mehr seinem Leben als Politiker als seinem Werk selbst.
Von Hugo von Montfort sind insgesamt 40 Gedichte in einer autorisierten Prachthandschrift überliefert, wobei die letzten beiden Gedichte als unecht angesehen werden, abgesehen von einer Mindermeinung, die diese als Nachtrag in den Prachtkodex sieht. Die Gedichte lassen sich typischen mittelalterlichen Gattungen zuordnen. Hugo verfasste Lieder, poetische Minnebriefe sowie politische und didaktische Reden.
Hugo teilt sein Werk in die drei Gattungen „Rede, Brief und Lied“ (Text 38), die in der Lyrik des hohen Mittelalters bereits vorhanden sind.
Zu den Briefen rechnet man die Texte 3, 19, 20, 23, 24 und 25. Zu den Reden gehören die Reden mit Appell an die adelige Tugendlehre 14 und 26, die Minnereden 1, 2, 16, 17 und 21 und die geistlichen Reden 4, 15, 27 und 30. Dazu kommen noch die Reflexionen über Liebe und Dichtung in den Reden 5, 18 und 28. Zu den Liedern rechnet Wachinger vor allem die mit Melodien versehenen Texte 8, 10, 11, 12, 13, 22, 29 und auch die melodielos überlieferten Texte 6, 7 und 9.

## Tonträger
- „fro welt, ir sint gar húpsch und schón“. Die Lieder des Hugo von Montfort. Eberhard Kummer, Gesang und Schoßharfe/Drehleier. 2 CDs und Bonus-DVD mit einem Porträt des Interpreten. ORF Edition Alte Musik 2007[2] (Gesamtaufnahme zu Melodien, die Burk Mangolt aus Bregenz im frühen 15. Jh. im Auftrag des Dichters komponierte).